# Czesław Rutkowski
Czesław Rutkowski (ur. 30 grudnia 1941 w Pabianicach, zm. 4 czerwca 2004 w Łodzi) – działacz kultury, etnograf, dyrektor Muzeum Okręgowego w Sieradzu.

## Życiorys
Po ukończeniu szkoły podstawowej w 1955 rozpoczął edukację w Państwowym Liceum Kulturalno-Oświatowym w Łodzi, które ukończył zdaniem egzaminu maturalnego w 1959 r. Zanim rozpoczął studia, pracował w bibliotece miejskiej. Absolwent Uniwersytetu Łódzkiego – studia etnograficzne w latach 1960–1966. Pracę magisterską pt. Rodzaje tkactwa w Bełchatowskiem napisał pod kierunkiem Kazimiery Zawistowicz-Adamskiej. Będąc studentem pracował jako instruktor w Wojewódzkim Ośrodku Instrukcyjno-Metodycznym.
Zmarł 4 czerwca 2004 w Łodzi, gdzie został pochowany na cmentarzu przy ul. Lodowej.

### Życie prywatne
Jego ojciec, Jan, był właścicielem zakładu fotograficznego, a matka, Marianna z domu Hasak, zajmowała się domem.
W 1968 r. ożenił się z Ewą Dobrowolską, urzędniczką. W 1972 r. urodziła się ich córka, Agnieszka.

## Praca

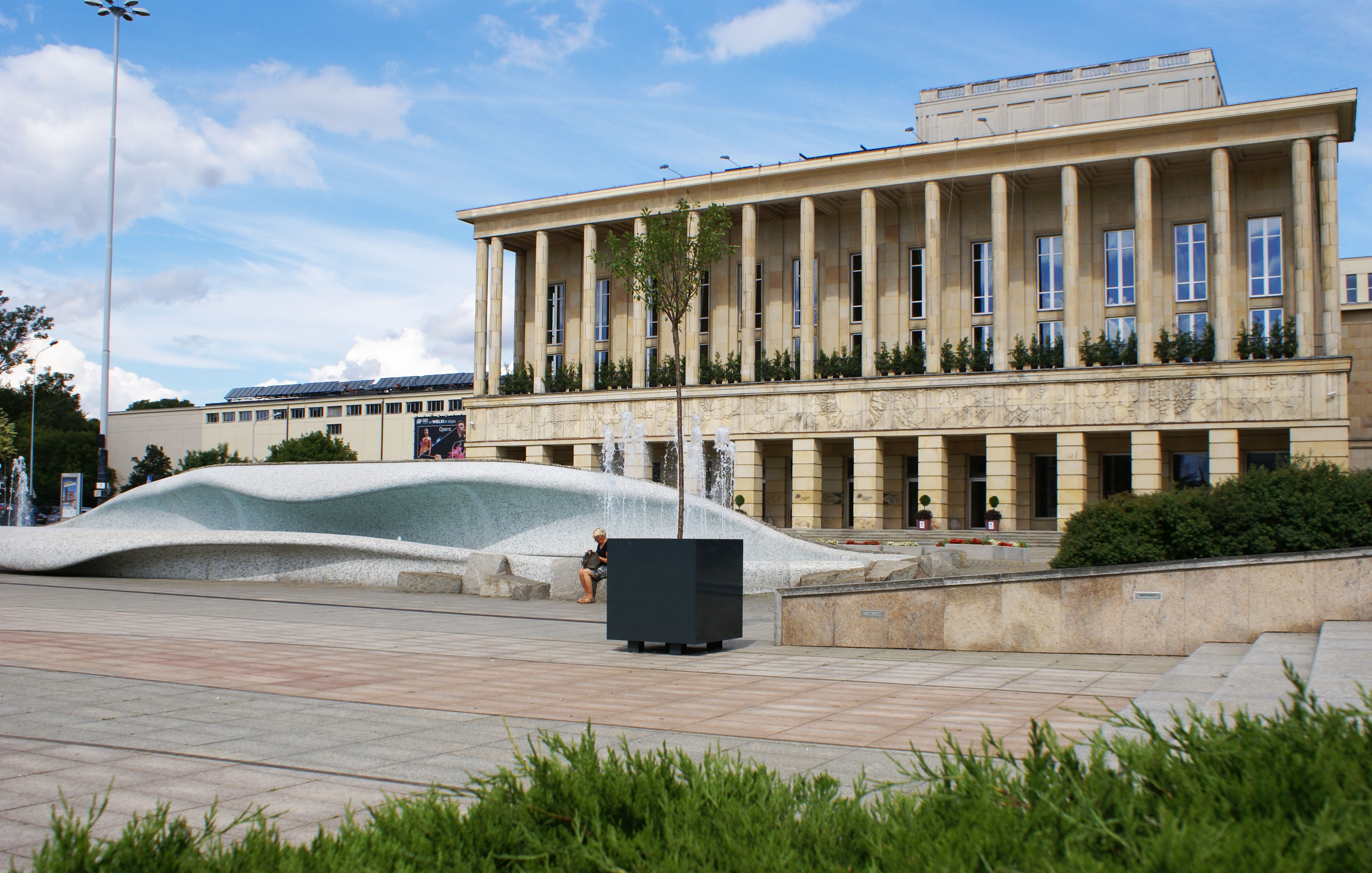
Teatr Wielki w Łodzi

W latach 1966–1971, po ukończeniu studiów, był zatrudniony w Teatrze Wielkim, w Łodzi na stanowisku kierownika sekcji obsługi widzów. Następnie pracował w Miejskiej Bibliotece Publicznej im. L. Waryńskiego. W latach 1971–1989 piastował funkcję kierownika działu nadzoru artystyczno-etnograficznego w Regionalnym Biurze Sprzedaży „Cepelia”, w Łodzi. Równolegle był także przewodniczącym etnograficznej komisji kwalifikacyjnej oraz zastępcą przewodniczącego artystycznej komisji kwalifikacyjnej łódzkiej „Cepelii”.
Jako projektant i pełnomocnik właściciela firmy „Kowart”, zajmującej się kowalstwem artystycznym oraz metaloplastyką pracował od 17 lutego 1987 r. do 31 sierpnia 1991 r. Przez dwa kolejne lata prowadził własną firmę handlową „Rut-Mar”, jednak powrócił do firmy „Kowart” by pracować na stanowisku dyrektora i pełnomocnika do 1994 r.

### Muzeum Okręgowe w Sieradzu

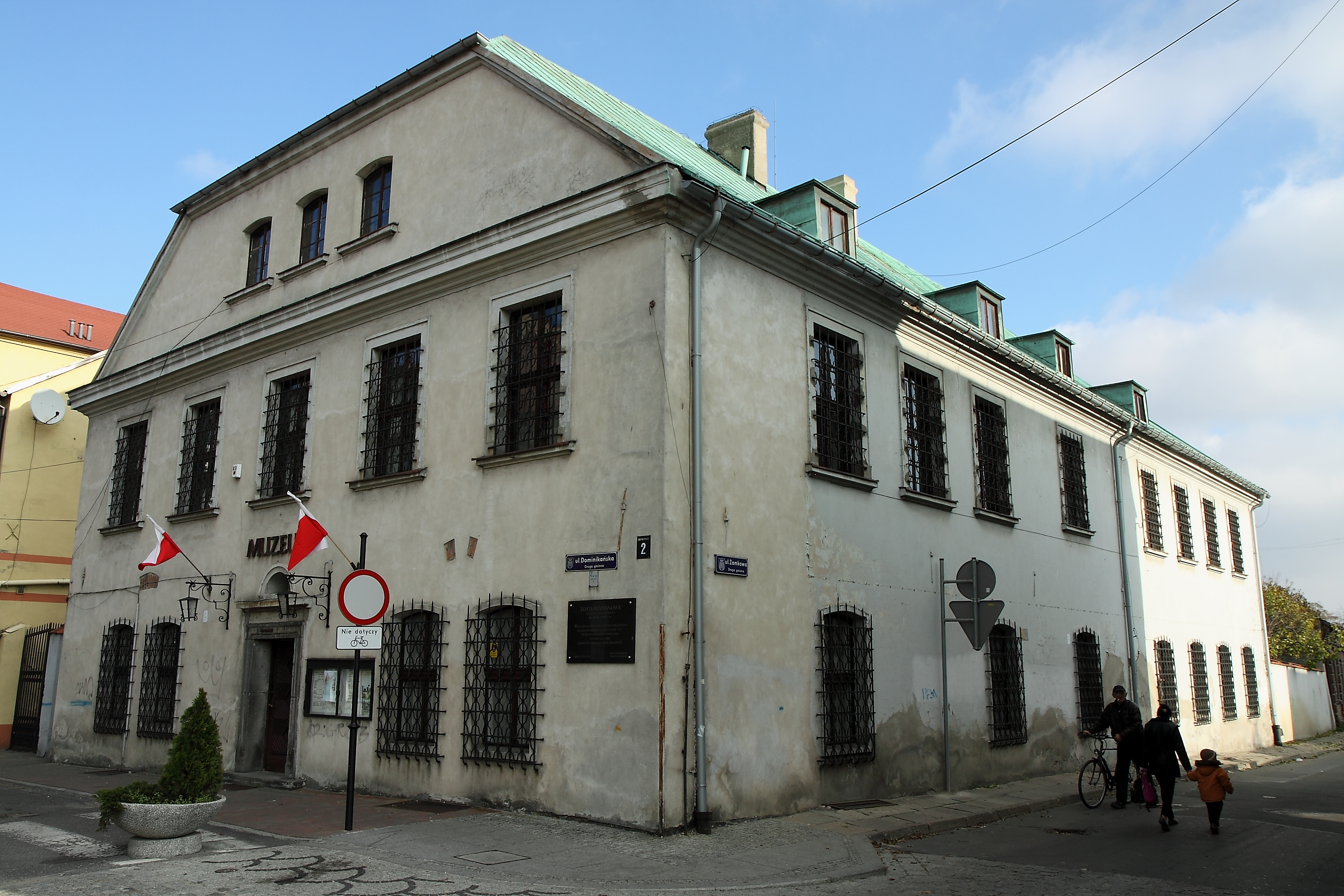
Muzeum Okręgowe w Sieradzu, ul. Dominikańska

1 lutego 1994 r. został mianowany na dyrektora Muzeum Okręgowego w Sieradzu. Wzbogacił zasoby muzeum o nowe eksponaty, które często przekazywane były nieodpłatnie.
Przez dekadę zorganizował kilkadziesiąt wystaw, cieszących się dużym zainteresowaniem. Poza wystawami, organizował także konkursy artystyczne, w których zasiadał w jury.
Zorganizowane przez niego ekspozycje, jak „Synagogi w dawnej Polsce” czy „Prawosławie w Polsce” prezentowane były w kilku miastach Polski, zapoczątkowując tym cykl poświęcony wyznaniom w Polsce.
Dzięki staraniom Rutkowskiego w Sieradzkim Parku Etnograficznym zrekonstruowano obiekty spalone w 1995 r. Były to między innymi: drewniana stodoła z Rudy koło Sieradza, z początku XX wieku, oraz drewniany spichlerz „kumora” z Brąszewic-Zabrodzia z ok. 1810 r. Szczególnym sentymentem darzył odrestaurowaną aptekę z XIX wieku.

## Publikacje (wybrane)
Publikacje etnograficzne:
- 1998: Rzeźbiona belka stropowa we wsi Rokitnica

Katalogi wystaw, których był autorem:
- 1976: Sztuka ludowa woj. łódzkiego
- 1981: Ludowe meble w Cepelii
- 1982: Sztuka ludowa Polski centralnej